# Geronimo Martinozzi
Geronimo Martinozzi (en italià Geronimo Martinozzi) va néixer a Roma el 1610 i va morir a la mateixa capital italiana el 1680. Era un noble italià, fill de Vicenç Martinozzi (1559-1608) i de Margarida Marcolini (1585-1608).

## Matrimoni i fills
El 9 de juliol de 1634 es va casar amb Laura Margarida Mazzarino (1608-1675), filla de Pere Mazzarino (1576-1654) i d'Hortènsia Buffalini (1575-1644), i germana del cardenal Mazzarino, ministre de Lluís XIV de França. La parella va tenir dues filles: 
- Anna Maria (1637-1672), casada amb Armand de Borbó-Conti (1629-1666).
- Laura (1639-1687), casada amb Alfons IV d'Este.